# Ангел-Войвода
Ангел-Войвода (болг. Ангел войвода) — село в Болгарии. Находится в Хасковской области, входит в общину Минерални-Бани. Население составляет 476 человек.

## Политическая ситуация
В местном кметстве Ангел-Войвода, в состав которого входит Ангел-Войвода, должность кмета (старосты) исполняет Екрем Зейнур Юзеир (Движение за права и свободы (ДПС)) по результатам выборов.
Кмет (мэр) общины Минерални-Бани — Орхан Шабан Мюмюн (Движение за права и свободы (ДПС)) по результатам выборов.